# بلاندویل (ویرجینیای غربی)
بلاندویل (به انگلیسی: Blandville) یک منطقهٔ مسکونی در ایالات متحده آمریکا است که در شهرستان دودریج واقع شده‌است. بلاندویل ۲۴۵٫۹۸ متر بالاتر از سطح دریا واقع شده‌است.